# 加賀水引

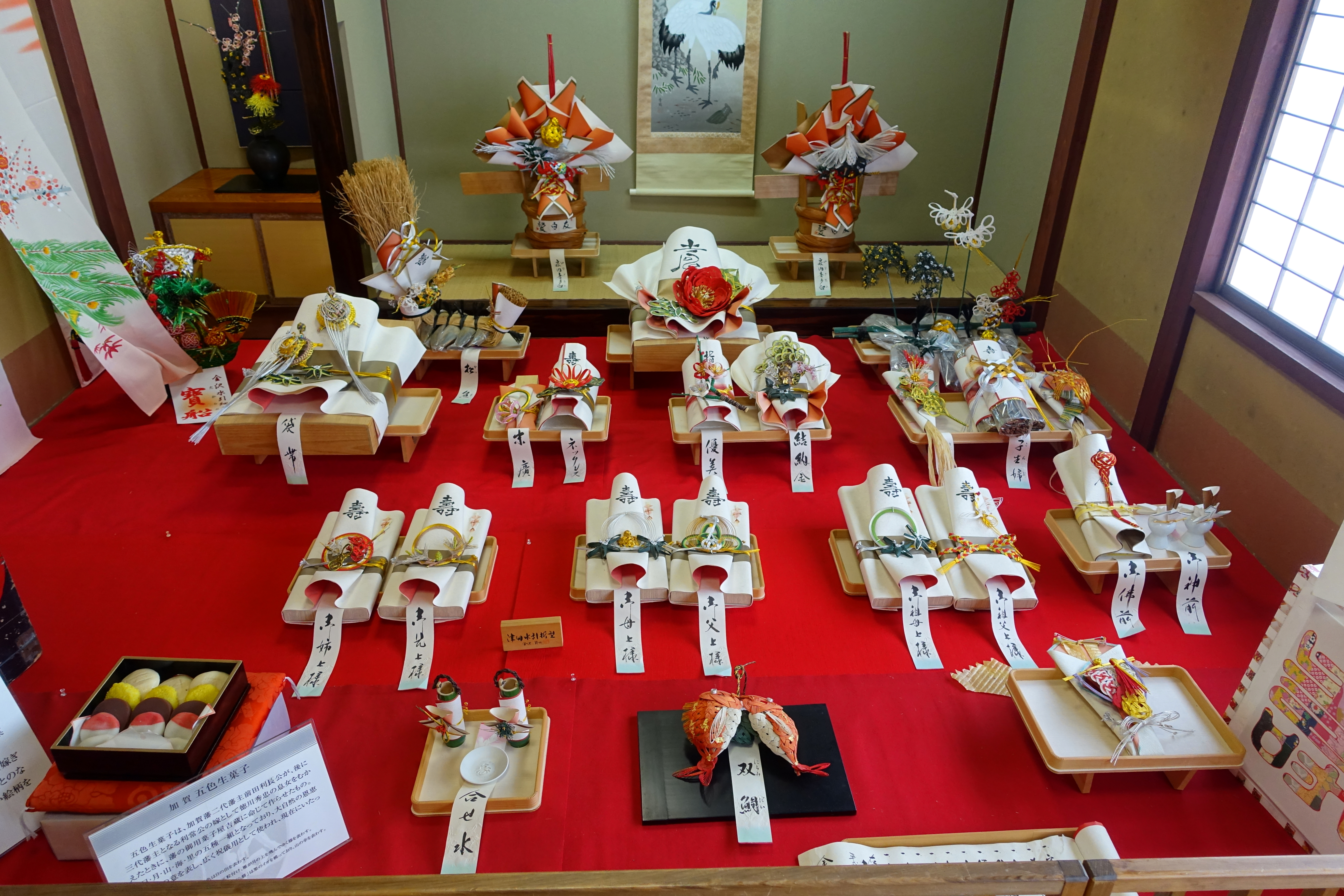
加賀水引の結納品

加賀水引（かがみずひき）は、石川県金沢市（加賀）の伝統工芸。

## 歴史
1915年（大正4年）頃、石川県金沢市の津田左右吉（加賀水引初代）が、立体的な和紙の包み方（折型）と、鶴亀や松竹梅などの造形的な水引の結び方（水引細工）を考案し、結納や金封に飾るようになった。津田左右吉の水引は皇室献上など多くの栄誉を受けた。左右吉の技術は娘の津田梅に受け継がれ、希少伝統工芸加賀水引細工として確立させた。

## 加賀水引の継承
初代 - 津田左右吉
2代目 - 津田梅
3代目 - 津田剛八郎・千枝
4代目 - 津田宏・さゆみ
5代目 - 津田六佑・沙樹

## 技術
日本の伝統的なラッピングとも言える水引折型には、３つの基本工程がある。
１　贈答品を和紙で「包む」工程。
２　贈答品を包んだ和紙を水引（紙紐）で「結ぶ」工程。
３　和紙に差出人名と贈る理由や気持ちを筆字で「書く」工程。
この３工程の技術を美しい芸術の域に昇華させた技が加賀水引である。
具体的には、
１　和紙の折型（包み方）を立体的な造形で包む「紙細工」。
２　鶴亀松竹梅などのモチーフを水引で造形的に結ぶ「紐細工」。
３　寿などの筆字を折型と結びのデザインに合わせ書き分ける「書」。
これらの技術で、贈答品を水引でラッピングする技術を加賀水引という。

また、初代津田左右吉の考案した立体的な紐細工は、既存の結び方「あわじ結び」を応用させて作られたものが多い。また、左右吉は水引人形の基礎を作り、その技法が津田家に伝えられている。